# Liste des partis et mouvements d'extrême gauche
L'extrême gauche désigne une catégorie politique aux contours relatifs. Ainsi, ce terme peut qualifier des courants révolutionnaires visant à abolir le capitalisme tels que les organisations marxistes ou anarchistes, voire certains courants socialistes ou écologistes.
Selon les pays et les contextes, le terme « extrême gauche » est, de fait, utilisé pour quatre types de visions ou de mouvances :
- les mouvements siégeant à la gauche des partis socialistes (ou sociaux-démocrates) et des partis communistes locaux[2] ;
- l'ensemble des mouvements et des partis siégeant, lorsqu'ils ont des élus, à l'extrême gauche de l'hémicycle - il convient alors de parler de « l'extrême gauche de l'échiquier politique » ou de « l'extrême gauche parlementaire » ;
- un ensemble de partis et groupes révolutionnaires se distançant nettement du parlementarisme par leur idéologie ;
- un ensemble de groupuscules insurrectionnels violents, voire terroristes[3].

Il n'existe pas de définition qui puisse réellement circonscrire l'extrême gauche sur le plan des valeurs ou de l'organisation, d'autant que la classification est parfois rejetée par les intéressés. Du fait d'une définition aux contours flous, ces organisations se caractérisent d'abord comme étant situées à la gauche des partis socialistes et communistes.
Selon Irène Pereira, « Les notions de « gauche radicale » ou de « gauche de la gauche » sont d'abord le résultat de l’effondrement du Bloc de l'Est et du fait que le Parti communiste n'est, dès lors, plus capable de polariser l'extrême gauche. C'est aussi la nécessité de se situer par rapport au Parti socialiste devenu un parti de gouvernement depuis les années 1980, qui justifie leur emploi ». Désignés comme « gauche radicale », « gauche combative » ou « gauche anticapitaliste » par les politologues, ces groupes se situent à la « gauche de la gauche » des mouvements réformistes et antilibéraux.

## Afrique

### Afrique du Sud

Le logo officiel du parti communiste sud-africain.

Le principal mouvement se réclamant d'extrême gauche est le parti Economic Freedom Fighters, parti se revendiquant anticapitaliste et panafricain dirigé par un dissident de l'ANC, Julius Malema. On compte également parmi les rangs de l'extrême gauche sud-africaine le Parti communiste sud-africain et les différents mouvements qui lui sont affiliés. Certains politologues considèrent Nelson Mandela comme étant d'extrême gauche pour ses liens avec des mouvements communistes.
Le Parti communiste sud-africain est fondé le 30 juillet 1921 au Cap. Il est issu de l'union entre la ligue internationale socialiste, la fédération sociale-démocrate du Cap, le parti communiste du Cap, la société juive et socialiste du Cap, la société juive et socialiste de Johannesburg, le club marxiste de Durban et quelques autres entités locales d'Afrique du Sud. Selon son manifeste, il proclame sa foi dans l'avènement d'une Afrique du Sud des travailleurs, blancs et noirs, au sein d'un pays débarrassé du système capitaliste et de la distinction entre classes sociales. William H. Andrews, un syndicaliste et ancien parlementaire travailliste qui s'était opposé à l'entrée en guerre au côté du Royaume-Uni en 1914, est alors élu pour être le premier secrétaire général du parti.
L'organisation plateformiste Zabalaza Anarchist Communist Front s'investit dans les luttes de base avec une perspective anarcho-communiste et révolutionnaire en Afrique du Sud et dans le reste de l'Afrique australe.

### Algérie
Deux partis d'extrême gauche existent en Algérie : le Parti algérien pour la démocratie et le socialisme, Parti des communistes algériens fondé en 1993 par Abdelhamid Benzine et d'orientation communiste, il ne compte aucun élu ; l'autre parti d'extrême gauche est le Parti des travailleurs, qui est d'orientation trotskiste et internationaliste. Ce dernier a été fondé en 1990 et sa secrétaire générale est Louisa Hanoune.

### Angola
Le Mouvement populaire de libération de l'Angola, qui a été au pouvoir en tant que parti unique de 1977 à 1991, était alors d'extrême gauche et prônait une ligne communiste, marxiste-léniniste et de gauche nationaliste. Depuis 1991 et la chute du bloc de l'Est, il suit une ligne social-démocrate et il ne correspond plus à une formation d'extrême gauche mais au contraire à un parti de gauche ou de centre gauche.

### Bénin
L'extrême gauche béninoise a été au pouvoir de 1975 à 1990 sous le régime communiste de la République populaire du Bénin. Le Bénin était alors gouverné par le Parti de la révolution populaire du Bénin de Mathieu Kérékou, parti unique au pouvoir pendant ces 15 années. Le parti a disparu en 1990 avec le retour du multipartisme et de la démocratie.
L'autre parti majeur d'extrême gauche du pays est le Parti communiste du Bénin. Il fut fondé en 1977 comme successeur de l'Union des communistes du Dahomey (en), une organisation d'extrême gauche qui a existé de 1976 à 1977, et luttait activement contre le régime de Mathieu Kérékou. Il a été légalisé en 1993, après la chute de ce dernier. Idéologiquement, ce parti suit une ligne hoxhaïste et est internationalement affilié à la Conférence internationale des partis et organisations marxistes-léninistes (Unité et lutte). Son président est Pascal Fantodji.
Un autre parti d'extrême gauche a existé pendant 20 ans, de 1999 à 2019, il s'agissait du Parti communiste marxiste-léniniste du Bénin, fondé par Magloire Yansunnu qui avait été exclu du Parti communiste du Bénin. Le Parti communiste marxiste-léniniste du Bénin était le 112e parti politique à être légalisé au Bénin.

### Égypte
Le Parti communiste égyptien (en) est le principal parti d'extrême gauche du pays. Il a été fondé en 1975 et a longtemps été contraint à la clandestinité, ayant été victime de la répression d'État orchestrée sous les régimes d'Anouar el-Sadate et d'Hosni Moubarak et empêché de participer aux élections. Depuis 2011, il peut à nouveau se présenter à des scrutins mais il ne compte aucun député.

### Eswatini
Le Parti communiste du Swaziland, créé en 1994, est le plus ancien parti d'extrême gauche d'Eswatini. Les activités de ce parti ont été réprimées par le régime et plusieurs cadres détenus. À la suite de la suppression du décret de 1973 pour faire place à la nouvelle constitution, le parti a été l'un des premiers à s'enregistrer en tant que parti politique officiel.
Un autre parti d'extrême gauche similaire existe, c'est le Parti communiste du Swaziland (2011) qui est également déclaré illégal par le régime du souverain Mswati III et dont le siège se trouve en Afrique du Sud. Le parti se veut démocratique, non raciste et non sexiste.
Le parti a été interdit par le régime du souverain Mswati III et certains de ses cadres et militants ont été arrêtés et incarcérés,.
Le parti a pour but, entre autres, l'autorisation de tous les partis, la fin de l'autocratie monarchique, ou encore le droit des travailleurs de s'organiser en syndicats.

### Éthiopie
Le Parti des travailleurs d'Éthiopie a existé de 1984 à 1991, il a dirigé le pays de 1984 à 1990 sous la férule de son leader Mengistu Haile Mariam et était le seul parti autorisé sous le Gouvernement militaire provisoire de l'Éthiopie socialiste puis sous la République démocratique populaire d'Éthiopie.

### Mali
Solidarité africaine pour la démocratie et l'indépendance est le principal parti d'extrême gauche malien. Fondé en 1996, son président est Oumar Mariko et il suit une ligne communiste et panafricaine.

### Somalie
Le Parti socialiste révolutionnaire somalien a dirigé la République démocratique somalie de 1976 à 1991, avant d'être chassé du pouvoir par une rébellion.

### Tunisie
Le Parti des travailleurs est un parti classé entre la gauche et l'extrême gauche, fondé en 1986 mais légalisé en 2011, à la suite de la chute du régime de Ben Ali. Il est idéologiquement communiste, hoxhaïste mais aussi pan-arabe. Son dirigeant est Hamma Hammami.

## Amérique

### Amérique latine
Les mouvements d’extrême gauche sont implantés en Amérique du Sud depuis les années 1930, notamment des formations d'obédience trotskiste sous la direction de leaders charismatiques comme les argentins Nahuel Moreno ou J. Posadas. Au Brésil, le PSoL (Parti socialisme et liberté) issu d'une scission de la gauche du Parti des travailleurs emmenée par la sénatrice Heloísa Helena, malgré ses récents revers électoraux, détient toujours plusieurs postes de députés et sénateurs et compte encore près de 150 000 adhérents.
On retrouve également des groupes armés comme les FARC (Forces armées révolutionnaires de Colombie), le MRTA (Mouvement révolutionnaire Tupac Amaru) ou le M19 (Movimiento 19 de Abril) par exemple, souvent accusés de se financer par le trafic de drogue et les prises d'otages (Íngrid Betancourt). Che Guevara et Fidel Castro ont été des figures de l'extrême gauche latino-américaine. Le Parti communiste de Cuba, au pouvoir dans le pays depuis sa création en 1965 et seul parti autorisé, est considéré comme étant d'extrême-gauche par Le Monde diplomatique.
On y retrouve également des partis plus démocratiques comme le Mouvement de la gauche révolutionnaire au Chili créé par des étudiants et des syndicalistes, bien que son passé lui attribue davantage un profil de groupe armé jusqu'en 1995, ou encore le Mouvement révolutionnaire oriental, parti politique uruguayen au passé relativement semblable à celui du MIR chilien avant de devenir démocratique en 1985. Le Front large, qui souhaite en finir avec le bipartisme traditionnel de la classe politique chilienne, est une coalition hétéroclite regroupant des mouvements citoyens et des formations politiques allant de l'extrême-gauche, au centre gauche et qui caractérise l'intégration ou la réintégration de l'extrême gauche au jeu politique démocratique.

### Canada
Au Canada, il y a le parti socialiste du Canada, un petit parti marxiste (tendance dite impossibiliste refusant le réformisme) fondé en 1904-1905 par fusion de la Canadian Socialist League et du Parti socialiste de la Colombie-Britannique.
On peut également citer le Parti communiste du Canada (marxiste-léniniste), parti anti-révisionniste au départ maoïste avant de s'orienter vers le courant dit « pro-albanais », considérant la République Populaire de Chine comme étant « révisionniste ».

### États-Unis

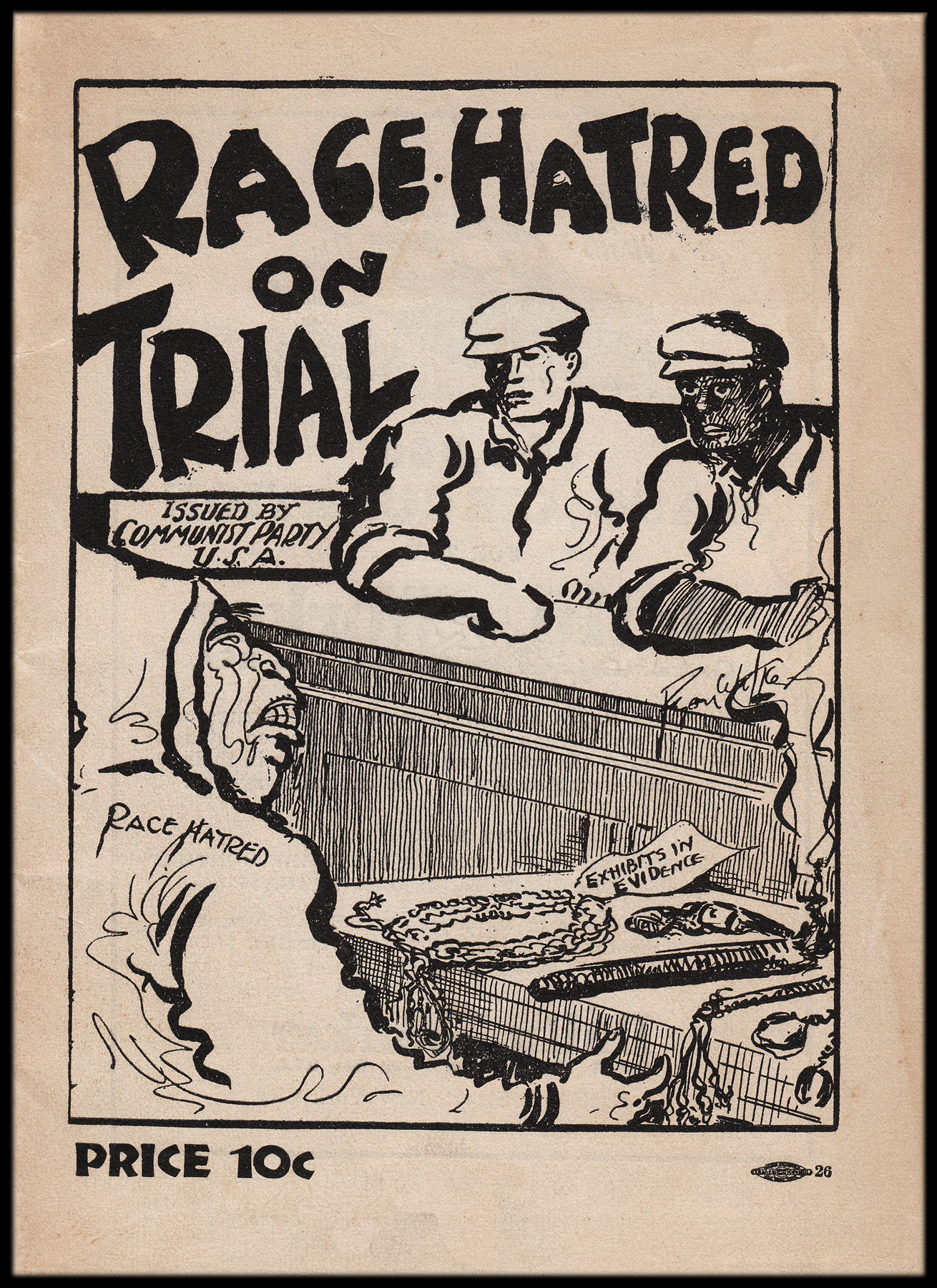
Couverture d'une brochure antiraciste éditée en 1931 par le Parti communiste des États-Unis d'Amérique.

Le plus vieux parti d'extrême gauche aux États-Unis est le Parti communiste des États-Unis d'Amérique, qui existe depuis 1919. Son influence est marginale et il n'a jamais dépassé le stade groupusculaire, il a beaucoup souffert du maccarthysme.
L'extrême gauche américaine était très active dans les années 1960 et 70. Elle se démarque au niveau idéologique par une lutte plus marquée (et parfois violente) pour les droits des minorités. On peut citer l'American Indian Movement, le Black Panther Party, le National Black United Front ou le Parti communiste révolutionnaire, États-Unis, entre autres.
L'American Indian Movement (AIM) est un groupe de droits civils des indiens des États-Unis. Il est fondé à Minneapolis-Saint Paul par Dennis Banks et Clyde Bellecourt avec le soutien de l'attorney Douglas Hall et l'avocat des Black Panthers Matt Eubanks. En 1972 le mouvement occupa le quartier général du Bureau des affaires indiennes à Washington DC Il est surtout connu depuis l'occupation de Wounded Knee en 1973.
Le Black Panther Party (à l'origine le Black Panther Party for Self-Defense) est un mouvement révolutionnaire afro-américain formé en Californie en 1966 par Bobby Seale et Huey P. Newton. Il a atteint une échelle nationale avant de s'effondrer à cause de tensions internes et des actions menées par l'État. L'organisation est connue pour son programme « Free Breakfast for Children », l'utilisation du terme « pigs » (cochons) pour décrire les agents de police corrompus ainsi que pour avoir apporté des armes à feu à l'assemblée législative californienne.
Le National Black United Front est un mouvement afro-américain formé en juin 1980 à Brooklyn (New York) ,. Selon le NBUF, près de 1 500 personnes venant de 35 États des États-Unis et de 5 autres pays formèrent ce collectif en 1980, le groupe passant en cinq ans de 5 sections locales à plus de 18, étant présent dans plus de 40 villes. Outre ses activités nationales, le groupe soutint alors Maurice Bishop, leader du Gouvernement révolutionnaire populaire de la Grenade assassiné en 1983 (événement qui provoqua l'invasion américaine), ainsi que des groupes anti-apartheid comme le Congrès national africain ou le Congrès panafricain d'Azanie. Le NBUF établit aussi des contacts avec Cuba et l'Irak. Il a été décrit comme un mouvement chrétien de gauche, plus ou moins proche du Nationalisme noir ,, travaillant dans la continuation de la Million Man March et de Malcolm X. En 1979, le NBUF était dirigé par le père Herbert Daughtry, qui salua l'évasion d'Assata Shakur, une militante de la Black Liberation Army, dans un article publié dans The New York Amsterdam News intitulé « Run Hard Sister, Run Hard » (Cours vite sœur, cours vite !) .

## Asie

### Afghanistan
Le Parti démocratique populaire d'Afghanistan exista de 1965 à 1992. Il a pris le pouvoir en 1978, avec l'aide de l'Armée nationale afghane, lors de la « révolution de Saur » et proclamera la république démocratique d'Afghanistan, régime pro-soviétique et à parti unique qui durera jusqu'en 1992, date à laquelle les moudjahidines renversent le gouvernement communiste à l'issue de la guerre civile afghane.

### Arabie saoudite
Le Parti communiste d'Arabie saoudite, fondé en 1954, est le principal parti d'extrême gauche du royaume wahhabite. D'orientation communiste et en faveur de l'établissement d'une république, il n'a jamais été reconnu par le pouvoir monarchique et a rapidement été déclaré illégal par les autorités. Le parti a apporté son soutien à Saddam Hussein lors de l'invasion du Koweït et de la guerre du Golfe.

### Bangladesh
Le Parti communiste du Bangladesh est le principal parti d'extrême gauche bangladais. Il a été fondé en 1971 comme scission du Parti communiste du Pakistan, année où le Bangladesh a accédé à l'indépendance (de 1948 à 1971, le Bangladesh était une province orientale du Pakistan, appelée Pakistan oriental). Le parti ne compte aucun élu. L'autre parti d'extrême gauche bangladais est le Parti des travailleurs du Bangladesh, d'orientation marxiste-léniniste et hoxhaïste et fondé en 1980. Il compte 4 sièges sur 350 au Jatiya Sangsad.

### Birmanie
Le Parti communiste de Birmanie est le principal parti d'extrême gauche birman, il est également le plus vieux parti politique du pays puisqu'il a été fondé en 1939. Cependant, il n'est pas reconnu par les autorités qui l'ont déclaré illégal en 1953. Le parti a déclenché une insurrection communiste (en) de 1946 à 1989, qui a vu la victoire militaire du gouvernement birman et un affaiblissement durable du parti, plombé par des mutineries internes. Il réémerge toutefois en 2021, en appelant à la lutte armée contre la junte militaire responsable du coup d'État contre le gouvernement démocratiquement élu d'Aung San Suu Kyi,,.

### Cambodge
Le Parti communiste du Kampuchéa, organe dirigeant des Khmers rouges, est le premier parti d'extrême gauche au Cambodge,. Il est au pouvoir de 1975 à 1979 sous le régime du Kampuchéa démocratique et son régime se caractérise par une politique dictatoriale particulièrement meurtrière, avant d'être renversé par une intervention militaire vietnamienne ; il tentera ensuite de revenir au pouvoir, sans succès. Certains hauts responsables khmers rouges ont ensuite été jugés devant les Chambres extraordinaires au sein des tribunaux cambodgiens. Le Parti révolutionnaire du peuple du Kampuchéa est le parti unique sous le régime pro-vietnamien de la république populaire du Kampuchéa, de 1979 à 1991.

### Chine
Le Parti communiste chinois (chinois simplifié : 中国共产党, chinois traditionnel : 中國共産黨, pinyin: Zhōngguó Gòngchǎndǎng) est le parti unique dirigeant la Chine. Fondé en juillet 1921 dans le quartier colonial français de Shanghai, il est indubitablement d'extrême gauche sous le pouvoir personnel de Mao Zedong qui dirigea le pays de 1949 à 1976. Toujours au pouvoir en tant que parti unique, le PCC a néanmoins considérablement évolué sur le volet économique sous Deng Xiaoping et ne correspond plus à un parti d'extrême gauche, d'autant que le régime adopte fréquemment des postures nationalistes,. Depuis 2012, le président chinois Xi Jinping est également secrétaire général du Parti. Celui-ci constitue surtout une structure sociale dirigeant la Chine populaire à tous les niveaux. En 2020, il compte plus de 91 millions d'adhérents.

### Corée
Le Parti communiste de Corée, créé en 1925 fut le premier parti d'extrême gauche dans la péninsule coréenne, alors sous occupation japonaise. Il est dissous après la Seconde Guerre mondiale. 2 partis d'extrême gauche distincts lui ont succédé : le Parti du travail de Corée du Nord dans la partie nord de la péninsule occupée par les Soviétiques et le Parti du travail de Corée du Sud dans la partie sud de la péninsule sous influence américaine (qui résultent chacun de la fusion du Nouveau Parti populaire de Corée et du Parti communiste de Corée). En 1949, le Parti du travail de Corée sera fondé à la suite de la fusion du Parti du travail de Corée du Nord et du Parti du travail de Corée du Sud et il est toujours au pouvoir en Corée du Nord.

#### Corée du Nord
À l'instar de Cuba, du Laos, de la Chine et du Viêt Nam ; la Corée du Nord est l'un des cinq derniers pays au monde officiellement doté d'un régime communiste. Depuis son indépendance en 1948, le pays est dirigé par le Front démocratique pour la réunification de la patrie, une coalition regroupant trois partis, dont le Parti du travail de Corée constitue le parti dominant. C'est le principal parti d'extrême gauche du pays, et il détient de facto le pouvoir, avec l'occupation des plus hautes fonctions de l’État par trois membres de la famille Kim. Les deux autres formations politiques mineures composant la coalition sont le Parti Chondogyo-Chong-u, d'extrême gauche, et le Parti social-démocrate de Corée, un parti de gauche. Le Parti du travail de Corée et le Parti Chondogyo-Chong-u suivent tous deux l'idéologie du Juche, un syncrétisme d'idées marxistes adaptées au nationalisme coréen et articulé autour de l'autonomie militaire, l'autosuffisance économique et l'indépendance politique afin de permettre l'avènement d'une société socialiste.

#### Corée du Sud
L'extrême gauche sud-coréenne s'exprime notamment via le magazine Jajuminbo, partisan de la réunification des deux Corée. Elle est incarnée dans l'organisation clandestine Front démocratique national anti-impérialiste, fondée en 1969 et considérée comme un groupe d'espionnage pro-communiste par le gouvernement sud-coréen.

### Inde
Les principaux partis d'extrême gauche indien sont des groupes naxalites et maoïstes, impliqués plus ou moins activement au sein de la rébellion naxalite, conflit ayant éclaté en 1967 et toujours en cours en 2022. Le plus important d'entre eux est le Parti communiste d'Inde (maoïste), créé en 2004 par fusion du Centre communiste maoïste et du Parti communiste d'Inde (marxiste-léniniste) Guerre populaire.
Le naxalisme est un mouvement composé de plusieurs groupes révolutionnaires en activité dans quinze États et territoires de l'Inde. Les naxalites cherchent à « organiser les paysans pour provoquer une réforme agraire par des moyens radicaux y compris la violence ». Le terme « Naxal » dérive de Naxalbari, un village situé dans le district de Darjeeling, au nord du Bengale-Occidental d'où le mouvement est issu. Le mouvement est considéré comme « terroriste » par les autorités et combattu, mais est toutefois populaire auprès de la majorité de la population des territoires concernés par le conflit. La guérilla naxalite bénéficie d'un degré de soutien important dans les régions où elle est présente. Selon une étude du journal The Times of India, 58 % des personnes ont une perception positive de la guérilla, contre seulement 19 % pour le gouvernement.

### Indonésie
Né à l'époque de la colonisation néerlandaise, le Parti communiste indonésien fut le principal parti d'extrême gauche du pays. Il a été l'un des partis communistes les plus puissants d'Asie, le troisième au monde en nombre d'adhérents derrière le Parti communiste chinois et le Parti communiste de l'Union soviétique, jusqu'à son interdiction et son anéantissement lors des massacres de 1965.

### Irak
Le Parti communiste-ouvrier d'Irak est le principal parti d'extrême gauche en Irak, fondé en 1993 et d'idéologie opéraïste. Il a été légalisé après la chute de Saddam Hussein.

### Iran
Le plus vieux parti d'extrême gauche en Iran est le Parti communiste de Perse, fondé en 1917 et interdit en 1921. Ses membres ont continué clandestinement leurs activités jusqu'à la formation du Tudeh, qui a succédé en 1941 au Parti communiste de Perse. Le Tudeh était un parti d'extrême gauche avec une idéologie communiste, de gauche nationaliste et staliniste. Il fut interdit en 1949 pour une tentative d'assassinat ratée sur la personne du Shah, avant d'être légalisé dans les années 1950 puis à nouveau interdit en 1983 par la république islamique d'Iran (en) sous le régime de Khomeini.
Le Parti communiste d'Iran, fondé en 1983, opère clandestinement au Kurdistan iranien. Il a été fondé par Mansoor Hekmat, qui a rédigé le programme du parti, avant de le quitter pour fonder en 1991 un autre parti d'extrême gauche, le Parti communiste-ouvrier d'Iran, d'idéologie opéraïste et lui aussi non reconnu et illégal.

### Israël et territoires palestiniens
- Les mouvements d'extrême gauche sont assez rares en Israël. Ils ont souvent comme principales réclamations l'indépendance de la Palestine et de meilleures conditions sociales, comme le Front démocratique pour la Paix et l’Égalité, mouvement regroupant plusieurs associations communistes et allié à la Liste arabe unifiée et Anarchists Against the Wall. L'autre principal parti d'extrême gauche israélien est le Maki qui s'est séparé en 1960 d'un autre parti d'extrême gauche, le Maki historique, qui lui a existé de 1948 à 1973.
- En Palestine mandataire, un parti d'extrême gauche a existé de 1923 à 1948, le Parti communiste palestinien. Le parlement palestinien compte 3 partis considérés comme d'extrême gauche : le Front populaire de libération de la Palestine, le Front démocratique pour la libération de la Palestine et le Parti du peuple palestinien. Ils sont radicalement antisionistes, anticapitalistes, prônent le marxisme-léninisme et commettaient des attentats. Ils comptent 5 députés. Les mouvements d'extrême gauche palestinien ont des liens très forts avec leurs homologues européens, français en particulier[40].

### Kazakhstan
Le Parti communiste du Kazakhstan, fondé en 1991, est le principal parti d'extrême gauche du pays. Il opère jusqu'à 2015 où il est interdit par le tribunal municipal d'Almaty car le nombre d'adhérents du parti était inférieur au nombre légal de 40 000. Cependant, ses homologues à l'étranger ont dénoncé cette décision en la présentant comme motivée par des considérations politiques. Le parti a succédé au Parti communiste du Kazakhstan historique, qui a existé de 1936 à 1991 et qui était au pouvoir en République socialiste soviétique kazakhe comme branche kazakhe du Parti communiste de l'Union soviétique.

### Kirghizistan
Le Parti des communistes du Kirghizistan (en), qui a été fondé en 1992, est le principal parti d'extrême gauche kirghize. Il est membre de l'Union des partis communistes - Parti communiste de l'Union soviétique et ne compte aucun député en son nom propre, mais il appartient à la coalition Kirghizistan uni qui compte quant à elle six sièges.

### Laos
Le Parti révolutionnaire populaire lao (lao : Phak Pasason Pativat Lao) est le parti communiste du Laos. Depuis 1975, il est le seul parti politique autorisé dans le pays. Les organes décisionnels sont le Politburo et le Comité central. Un Congrès, élisant les membres du Politburo et du comité central, se tient tous les cinq ans. Le Congrès élisait également un secrétariat, mais cet organe a été supprimé en 1991. Le parti trouve ses origines dans le Parti communiste indochinois fondé par Hô Chi Minh en 1930. En février 1972, à l'occasion du deuxième Congrès du parti, le nom de Parti du peuple lao fut remplacé par « Parti révolutionnaire populaire lao ».

### Liban
Le Parti communiste libanais, qui a succédé au Parti communiste de la Syrie et du Liban, a d'abord existé de 1924 à 1948, avant d'être dissous en 1948 et interdit jusqu'en 1971. Il a participé aux combats aux côtés des partis nationalistes palestiniens et arabes pendant la Guerre du Liban en s'opposant aux troupes israéliennes. Il ne compte actuellement aucun élu.

### Malaisie
Le Parti communiste malais fut le principal parti d'extrême gauche du pays. D'idéologie maoïste, il a été actif de 1930 à 1989. Il a résisté contre la colonisation britannique et le Japon dans le contexte de la Seconde Guerre mondiale et a développé une guérilla contre le gouvernement malais, avant que sa branche armée n'accepte de déposer les armes en 1989.

### Ouzbékistan
Le Parti communiste d'Ouzbékistan (en) a été fondé en 1994 et aussitôt interdit par les autorités la même année, c'est le principal parti d'extrême gauche du pays. Il est d'idéologie communiste, marxiste-léniniste et anti-cléricale, et est membre de l'Union des partis communistes - Parti communiste de l'Union soviétique. Il a succédé au Parti communiste d'Ouzbékistan (en), au pouvoir en République socialiste soviétique d'Ouzbékistan, branche ouzbèke du Parti communiste de l'Union soviétique.

### Pakistan
Le Parti communiste du Pakistan est le principal parti d'extrême gauche du pays. Il est fondé en 1948 par scission du Parti communiste d'Inde (à la suite de la Partition des Indes) et il ne compte actuellement aucun élu.

### Philippines
Le premier et plus ancien parti d'extrême gauche aux Philippines est le Parti communiste philippin, fondé en 1930 et qui existe toujours, il ne compte néanmoins aucun élu. L'autre parti d'extrême gauche est le Parti communiste des Philippines, fondé en 1968. Il est d'orientation maoïste et possède une branche armée, la Nouvelle Armée populaire qui participe depuis 1969 à l'insurrection communiste aux Philippines (en), un conflit encore en cours en 2021. Le parti est illégal et la Nouvelle Armée populaire est considérée comme terroriste par le gouvernement philippin, ainsi que par l'Union européenne, le Canada et les États-Unis.

### Sri Lanka
Le Parti communiste du Sri Lanka est le principal parti d'extrême gauche sri-lankais. Il a été fondé en 1943 et il est d'orientation marxiste-léniniste et anti-impérialiste. Il compte un sièges sur 255 au Parlement du Sri Lanka. L'autre parti d'extrême gauche d'importance est le Parti communiste du Sri Lanka (marxiste-léniniste) (en), fondé en 1972 comme scission du Parti communiste de Ceylan (maoïste) (en), il est idéologiquement maoïste et anti-révisionniste.

### Syrie
Le Parti communiste syrien, qui a succédé au Parti communiste de la Syrie et du Liban, a existé de 1924 à 1986. Il fut le premier parti d'extrême gauche en Syrie. Le Parti communiste syrien (unifié) (en) et le Parti communiste syrien (Bakdash) (en), tous deux d'extrême gauche, lui ont succédé après sa disparition en 1986.

### Tadjikistan
Le Parti communiste du Tadjikistan, fondé en 1924 comme branche tadjike du Parti communiste de l'Union soviétique, est le principal parti d'extrême gauche du pays. Il existe toujours malgré la dislocation de l'Union soviétique et compte deux députés sur 61 à l'Assemblée des représentants. Il est membre de l'Union des partis communistes - Parti communiste de l'Union soviétique.

### Taïwan
Le Parti communiste taïwanais, qui a existé de 1928 à 1931 où il fut déclaré illégal, était le principal parti d'extrême gauche sur l'île. D'orientation communiste et marxiste-léniniste, il souhaitait l'indépendance de Taïwan, alors occupée par le Japon.

### Thaïlande
Le Parti communiste thaïlandais fut le principal parti d'extrême gauche du pays. D'idéologie maoïste, il a été actif de 1942 aux années 1990 et a développé une guérilla (en) contre le pouvoir monarchique en place de 1965 à 1983, insurrection se concluant par la victoire des troupes gouvernementales.

### Turkménistan
Le Parti communiste du Turkménistan (en), fondé en 1998 comme successeur du Parti communiste du Turkménistan (branche turkmène du Parti communiste de l'Union soviétique), est le principal parti d'extrême gauche du pays. Il est interdit par les autorités depuis 2002, nombre de ses dirigeants ont été arrêtés et condamnés à des peines d'emprisonnement, le parti opère depuis clandestinement. Il est membre de l'Union des partis communistes - Parti communiste de l'Union soviétique.

### Viêt Nam
Le Parti communiste vietnamien (Đảng Cộng Sản Việt Nam) est le parti au pouvoir au Viêt Nam. Il suit le modèle marxiste-léniniste. Le parti est fondé en 1931 sous le nom de Parti communiste indochinois (PCI). Le PCI crée ensuite en 1941 la ligue Viet Minh pour animer son combat pour l'indépendance du Viêt Nam. Les communistes vietnamiens au Nord, dont Hô Chi Minh, annoncent la dissolution du PCI, le 11 novembre 1945, pour des raisons tactiques. Le parti continue néanmoins d'exister dans les faits, en tant qu'organe dirigeant du Viêt Minh. Il est reconstitué en 1951 sous le nom de Parti des travailleurs du Viêt Nam. Il prend son nom actuel en 1976.

## Europe

### Albanie
Le Parti du travail d'Albanie, d'extrême gauche, dirigea le pays d'une main de fer pendant la guerre froide, il suivit une ligne politique très orthodoxe, l'idéologie hoxhaïste, dérivé du nom de son dirigeant. Une des formations ayant succédé au Parti du travail d'Albanie, le Parti communiste d'Albanie, est également classé à l'extrême gauche et suit une ligne politique non réformatrice.

### Allemagne
L'extrême gauche allemande existe depuis le XIXe siècle, la première organisation communiste ayant vu le jour en Allemagne (qui n'existait cependant pas encore en tant que pays unifié) était la Ligue des communistes, qui a brièvement existé de 1847 à 1852. Après la guerre de 14-18, elle tenta de prendre le pouvoir en vain pendant la révolution allemande de 1918-1919. Elle fut influente avant l'arrivée au pouvoir du nazisme puisque le Parti communiste d'Allemagne (successeur direct de la Ligue spartakiste impliquée dans la révolution allemande de 1918-1919) réalisait des scores électoraux élevés. Sous le troisième Reich, elle fut persécutée et prit part à la résistance allemande au nazisme. Elle fut au pouvoir en Allemagne de l'Est, avec un rôle dirigeant dévolu au Parti socialiste unifié d'Allemagne (au sein d'une coalition appelée Front national de la République démocratique allemande), dans le contexte de guerre froide et de division du pays en deux. Dans les années 1970, différents mouvements communistes, anarchistes et révolutionnaires ont pris les armes, dont la célèbre Fraction armée rouge, la Revolutionäre Zellen où la Rote Zora. Actuellement les principaux partis d'extrême gauches allemand actuel sont :
- Die Linke, fondé en 2007, ce parti se réclame social-démocrates. Le parti compte 69 députés au Bundestag, 5 au Bundesrat et 5 députés européens. Il est héritier du parti unique est-allemand[46]
- le DKP, fondé en 1968, ce parti d'orientation marxiste-léniniste n'a aucun représentant.
- le KPD, fondé en 1990 par des communistes est-allemands qui refusaient le processus de réunification alors en cours, il revendique le nom et l'héritage politique KPD historique, mais n'a jamais dépassé le stade groupusculaire.
- le Parti marxiste-léniniste d'Allemagne, fondé en 1982, le parti se réclame non seulement de Marx, Engels et Lénine, mais également de Staline et Mao[47]

Dans les années 2010, les autorités du pays observent une recrudescence des actes de violence commis par des membres de l'extrême gauche. Entre 2014 et 2015, le nombre de ces actes est ainsi passé de 995 à 1 608. Le nombre d'extrémistes de gauche violents est évalué à 7 700 en 2015.
En 2016, l'Office fédéral de protection de la constitution publie une étude concernant les délinquants violents d'extrême gauche à Berlin et précise leur profil moyen : sur 873 suspects identifiés, 84 % sont des hommes, 16 % des femmes. 72 % sont âgés entre 18 et 29 ans. La plupart d'entre eux ne travaillent pas et un tiers d'entre eux est enregistré au chômage. 92 % d'entre eux vivent encore chez leur mère. Entre 2009 et 2013, l'Office attribue aux militants de gauche à Berlin onze tentatives de meurtre et deux tabassages ayant pu entraîner la mort.
Les anti-allemands, des groupuscules d'extrême gauche qui sont pro-Israël et contre l'Allemagne. Ils sont le résultat d'une rupture avec les mouvements autonomes.

### Arménie
Le Parti communiste arménien, fondé en 1991, est classé de la gauche à l'extrême gauche et est membre de l'Union des partis communistes - Parti communiste de l'Union soviétique, il ne compte aucun élu.

### Azerbaïdjan
Le Parti communiste d'Azerbaïdjan (1993) (en), qui a succédé en 1993 au Parti communiste d'Azerbaïdjan (1920) (en) qui dirigeait la République socialiste soviétique d'Azerbaïdjan du temps de l'URSS, est le principal parti d'extrême gauche du pays, et il est dirigé par Haji Hajiyev. L'autre parti d'extrême gauche est le Parti communiste de la nouvelle génération d'Azerbaïdjan (en), fondé en 2008 et dirigé par Niyazi Rajabov.

### Autriche
Le Parti communiste d'Autriche est considéré comme étant un parti d'extrême gauche, ; bien que sa ligne soit plus réformiste que les partis considérés traditionnellement comme étant d'extrême gauche. Il ne compte plus de député au Nationalrat depuis 1959, mais obtient depuis 2005 des résultats très élevés en Styrie. Il est membre du Parti de la gauche européenne.
Il existe un autre parti d'extrême gauche en Autriche, le Parti des travailleurs d'Autriche, qui représente une faction dissidente marxiste-léniniste du Parti communiste d'Autriche (KPÖ) qui était insatisfaite de l'orientation idéologique du parti. Au niveau européen, il appartient à l'Initiative des partis communistes et ouvriers.

### Belgique
À l'instar de la plupart des pays européens, l'extrême gauche est présente en Belgique depuis bien longtemps. Historiquement, elle correspond au Parti ouvrier belge (POB, fondé en 1885) et au Parti communiste de Belgique (PCB). Les trotskistes et des militants de la gauche catholique du PWT et de l'UGS créent en 1970 la Ligue révolutionnaire des travailleurs (LRT). La LRT deviendra la section belge de la Quatrième Internationale. De leur côté, plusieurs organisations marxistes-léninistes influencées par la révolution culturelle chinoise ou par les événements de Mai 68 en France avaient vu le jour : Action communiste (AC), Lutte communiste (LC), Centre d'action, de recherche et d'études marxistes (Carem) et La Parole au Peuple (d'orientation mao-spontex). Les années 1980 ont vu la disparition des derniers élus communistes au Parlement, ainsi que dans les conseils communaux en région bruxelloise. Aux élections communales de 1988, des listes Ensemble vers l'alternative (EVA) ont été présentées dans quelques communes bruxelloises par le POS trotskyste, le PC et d'autres organisations de gauche, Solidarité et participation et Verts pour une gauche alternative. Elles n'ont obtenu aucun élu. Une tentative similaire, Gauches unies, connaîtra le même échec électoral aux élections européennes de juin 1994, aux communales d'octobre 1994 et aux régionales bruxelloises de juin 1995.
Actuellement, le principal parti d'extrême gauche belge est le Parti du travail de Belgique qui est marxiste-léniniste et qui compte 12 députés fédéraux et plusieurs représentants dans les parlements régionaux.

### Biélorussie
Le Parti communiste de Biélorussie, né en 1996 à la suite d'une scission avec le Parti de la gauche biélorusse « Un monde juste », est le principal parti d'extrême gauche du pays. Contrairement au parti originel dont il s'est séparé, celui-ci est un soutien de poids du régime autocratique d'Alexandre Loukachenko et appartient à la majorité présidentielle. Il participe donc au gouvernement et prône aussi une politique pro-russe.

### Bosnie
La Ligue des communistes de Bosnie-Herzégovine, branche bosnienne de la Ligue des communistes de Yougoslavie créée en 1943, était au pouvoir au sein de la République socialiste de Bosnie-Herzégovine sous le régime communiste jusqu'en 1990. 2 autres partis d'extrême gauche sont apparus plus tard : d'abord le Parti communiste des travailleurs de Bosnie-Herzégovine (en) créé en 2000, d'idéologie communiste, autogestionnaire, luxembourgiste et farouchement opposé au nationalisme bosniaque, il regrette la disparition de la République socialiste de Bosnie-Herzégovine et ne compte aucun élu ; l'autre parti d'extrême gauche est le Parti communiste (en) qui s'est formé en février 2012 et qui a absorbé une micro-formation politique locale, la Ligue des communistes de Banja Luka,.

### Bulgarie
Le Parti communiste bulgare, d'extrême gauche, fut créé en 1919 et fut le parti unique au pouvoir de 1946 à 1990. Le Parti communiste de Bulgarie est fondé par d'anciens membres du Parti communiste bulgare ainsi que des déçus de l'orientation libérale du Parti socialiste bulgare. L'Union des communistes en Bulgarie, fondé en 1995, est quant à elle classée de la gauche à l'extrême gauche.

### Chypre
Il existe trois partis d'extrême gauche chypriotes : le Rassemblement du Comité pour une Gauche Radicale (communiste), la Nouvelle Gauche Internationaliste (trotskiste), et Démocratie des Travailleurs (trotskiste également).

### Croatie
Le Parti ouvrier socialiste de Croatie est le principal parti d'extrême gauche du pays. Il est fondé en 1997 et ses idéologies principales sont le communisme, le socialisme démocratique et le marxisme. Il appartient à l'Initiative des partis communistes et ouvriers ainsi qu'à la Gauche anticapitaliste européenne. Il ne compte aucun élu au niveau national comme au niveau local. La Ligue des communistes de Croatie fut quant à elle la branche régionale de la Ligue des communistes de Yougoslavie.

### Danemark
La Liste de l'unité est le parti parlementaire le plus à gauche au sein du Folketing, le Parlement danois. Il est classé entre la gauche,,,, et l’extrême gauche,,,. Le parti est fondé en 1989 grâce à la collaboration de VS (Socialistes de gauche, Venstresocialisterne, ou socialistes de gauche), DKP (Parti communiste du Danemark, Danmarks Kommunistiske Parti) et SAP (Parti socialiste des travailleurs, Socialistisk Arbejderparti, section danoise de la Quatrième Internationale).
Le parti est anticapitaliste et écosocialiste et compte 13 députés. 2 autres partis d'extrême gauche existent, il s'agit du Parti communiste au Danemark, faction dissidente du Parti communiste du Danemark qui refusait la participation à la Liste de l'unité, fondé en 1990. Il est membre au niveau européen de l'Initiative des partis communistes et ouvriers et ne compte que 100 adhérents ; ainsi que le Parti communiste (en) fondé en 2006 qui est anti-révisionniste et hoxhaïste. L'extrême gauche libertaire est quant à elle représentée par l'organisation Libertære Socialister.

### Espagne

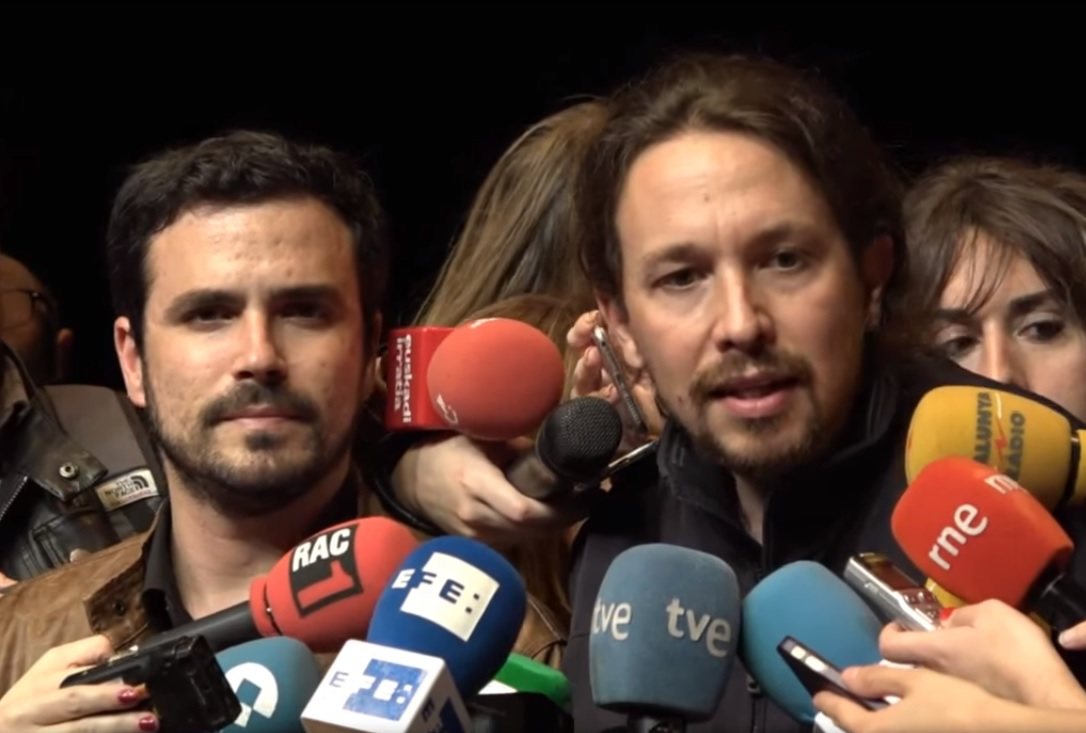
Alberto Garzón et Pablo Iglesias, les deux leaders de Unidos Podemos

Les mouvements d’extrême gauche espagnol les plus connus sont le parti indépendantiste basque Batasuna et sa branche armée Euskadi ta Askatasuna, ainsi que le Movimiento Ibérico de Liberación (mouvement anarchiste et anti franquiste). D'autres partis d'extrême gauche régionaux et indépendantistes existent, tels la Candidature d'unité populaire, qui milite pour l'indépendance de la Catalogne. Mais il existe aussi des partis d’extrême gauche qui ont lutté contre le franquisme dont le Parti ouvrier d'unification marxiste qui a participé activement à la guerre d'Espagne contre le général Franco, le Parti communiste ouvrier espagnol (1973) qui lui aussi participa à la guerre contre le franquisme. Actuellement, le Parti communiste d'Espagne est plus réformiste qu'auparavant et est plus difficilement classable à l'extrême gauche.
Il faut également souligner le poids du syndicalisme libertaire représenté par la Confédération générale du travail (plus grand syndicat libertaire au monde), par la Confédération nationale du travail (CNT, deuxième plus grand syndicat anarchiste au monde) et par Solidaridad Obrera.
Le parti anti-austérité PODEMOS est considéré de gauche radicale voire d'extrême gauche pour son idéologie et ces revendications,. Il possède 5 députés européens et 134 élus au sein des parlements régionaux. En mai 2016, le parti s'allie avec d'autres formations de gauche radicale et d'extrême gauche, dont Izquierda Unida, la principale formation d'extrême gauche du pays,,,, pour former Unidos Podemos. Cette coalition remporte plus de 20 % des voix aux élections générales de 2016 et devient ainsi la 3e formation politique du pays.

### Estonie
Le Parti communiste d'Estonie, fondé en 1920, était le parti d'extrême gauche majeur du pays. Parti dirigeant de la République socialiste soviétique d'Estonie dont il constituait la branche estonienne du Parti communiste de l'Union soviétique, il est dissous en 1990 peu avant la dislocation de l'URSS.

### Finlande
Le premier parti d'extrême gauche finnois est le Parti communiste de Finlande (1918), créé par des réfugiés communistes après la guerre civile finlandaise. Elle resta illégal jusqu'à la fin de la 2d guerre mondiale, puis se présenta plusieurs fois aux élections et participa à divers gouvernements. Lors de la guerre froide, le parti fut l'un des partis communiste les plus puissants d'Europe de l'Ouest. Le parti fut dissout après la chute du mur de Berlin. Son nom fut repris par un autre parti communiste, le Parti communiste de Finlande (1997), ce parti n'a pas de représentant au parlement. Le dernier parti d'extrême gauche est le Parti des travailleurs communistes - Pour la paix et le socialisme (en), scission du Parti communiste de Finlande (1997) et qui est membre de l'Initiative des partis communistes et ouvriers.

### France
Parmi les organisations d'extrême gauche qui ont connu par leur action une large notoriété, Action directe, un groupe terroriste armé anarcho-communiste regroupant des militants provenant de milieux anarchistes, libertaires ou maoïstes. Ses membres ont revendiqué plus de 80 attentats ou assassinats sur le territoire français entre 1979 et 1987. Selon le criminologue Jean-François Gayraud, l'organisation compta 200 sympathisants et militants sur huit ans d'existence.

#### Les mouvements trotskistes

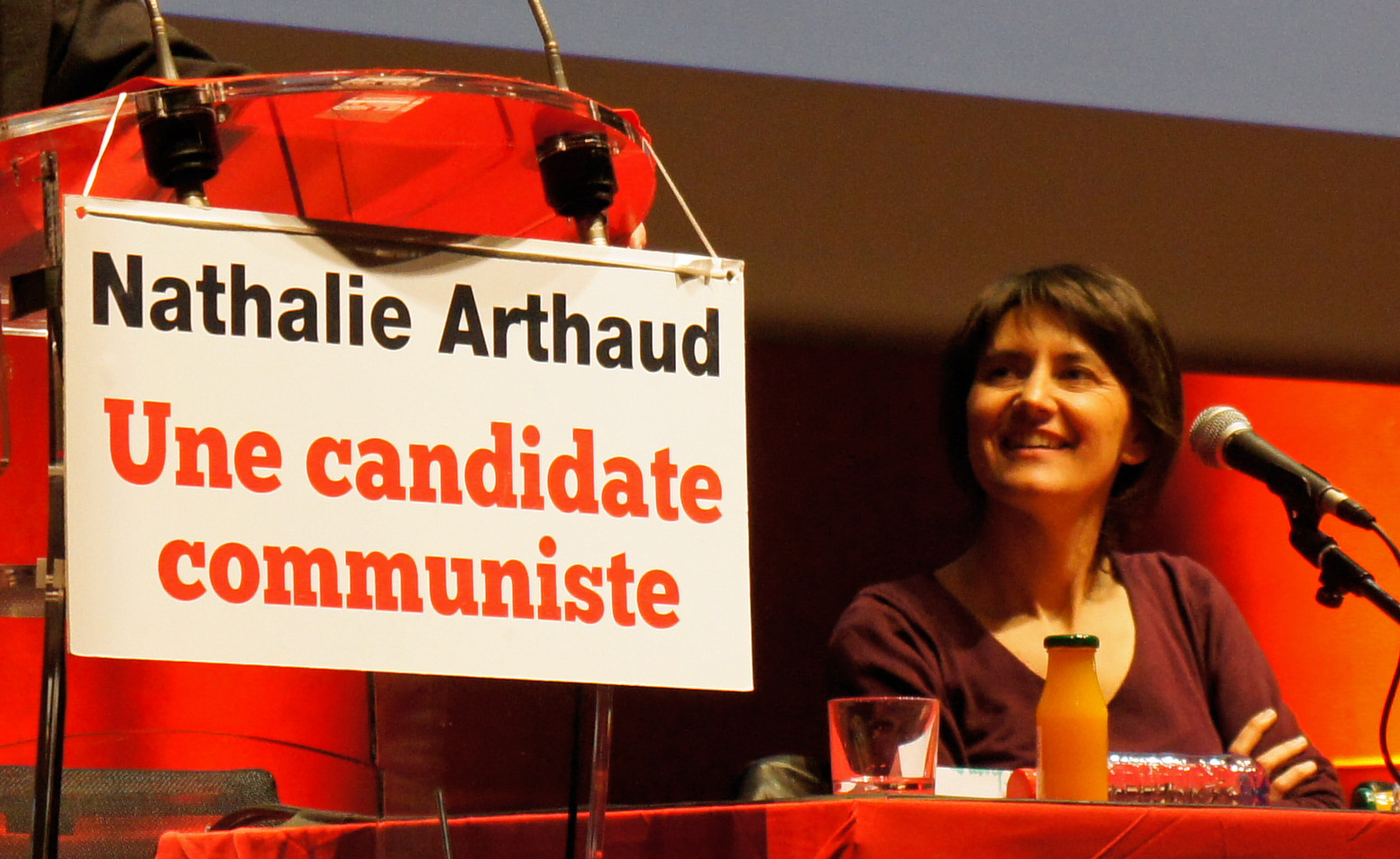
Nathalie Arthaud, porte-parole de Lutte ouvrière, à Reims pendant la campagne pour l'élection présidentielle de 2012.

Le mouvement trotskiste en France se distingue par une présence visible dans la vie politique française et les luttes sociales. Deux figures sont particulièrement populaires en raison de leurs fréquentes apparitions télévisées et de leur score électoraux élevés à l’échelle de l’extrême gauche mondiale : Olivier Besancenot et Arlette Laguiller.
Ce courant se caractérise par la stabilité de trois courants majeurs depuis les années 1953-1956, malgré les changements de noms : la Ligue communiste révolutionnaire (section française de la IVe Internationale), Lutte ouvrière (ou Union communiste (trotskyste), membre de l'UCI (Union communiste internationaliste), et le Courant communiste internationaliste (CCI), courant majoritaire du Parti des travailleurs, qui se réclame du trotskisme. Ces trois organisations disposent d’une présence effective dans les luttes sociales, d’une bonne implantation syndicale et associative, de quelques élus locaux, et bénéficient de financements publics en raison de leurs scores électoraux.
Par son fonctionnement propice aux discussions internes, la Ligue communiste révolutionnaire a attiré de nombreuses petites organisations trotskistes, qui estiment qu’il est plus intéressant de militer en son sein que de poursuivre une existence autonome. C’est le cas notamment de l’Alliance marxiste révolutionnaire, Voix des travailleurs, Pouvoir ouvrier, Socialisme international, Socialisme par en bas et d’une partie de la Gauche révolutionnaire. Le groupe subsistant de la Gauche révolutionnaire et le Groupe communiste révolutionnaire internationaliste pourraient faire de même dans le cadre du projet sur le nouveau parti anti-capitaliste initié par la LCR.
À l’inverse, les nombreuses scissions des organisations trotskistes ont entraîné la création d’un nombre considérable de groupes d’influence limitée, même s’ils disposent le plus souvent de quelques cadres syndicaux bien implantés localement. C’est le courant lambertiste (nom donné au courant trotskiste à l'intérieur du Parti des Travailleurs, par référence à son fondateur, Pierre Lambert) qui a le plus de branches, avec le Groupe La Commune, Toute la vérité, Carré rouge, et les rameaux issus de la scission de Stéphane Just, dont proviennent le Comité communiste internationaliste (trotskiste), le Comité pour la construction du Parti ouvrier révolutionnaire, l’Abeille rouge… Il reste peu de scissions subsistantes de la Ligue communiste révolutionnaire, les plus notables étant la Ligue trotskiste de France et sa propre scission, le Groupe internationaliste.
Enfin, plusieurs courants trotskistes internationaux essaient de s’implanter en France en suscitant des organisations sœurs. Outre celles qui militent au sein de la Ligue communiste révolutionnaire, on peut citer La Riposte, qui a la particularité de militer dans le Parti communiste français, mais aussi des groupes plus restreints comme Le Militant, issu de la tendance trotskiste internationale Militant de Ted Grant, Stratégie internationale d'origine Argentine, ou encore le Parti communiste révolutionnaire trotskiste (PCR/T) affilié à la Quatrième internationale posadiste et issu des thèses de Juan Posadas.

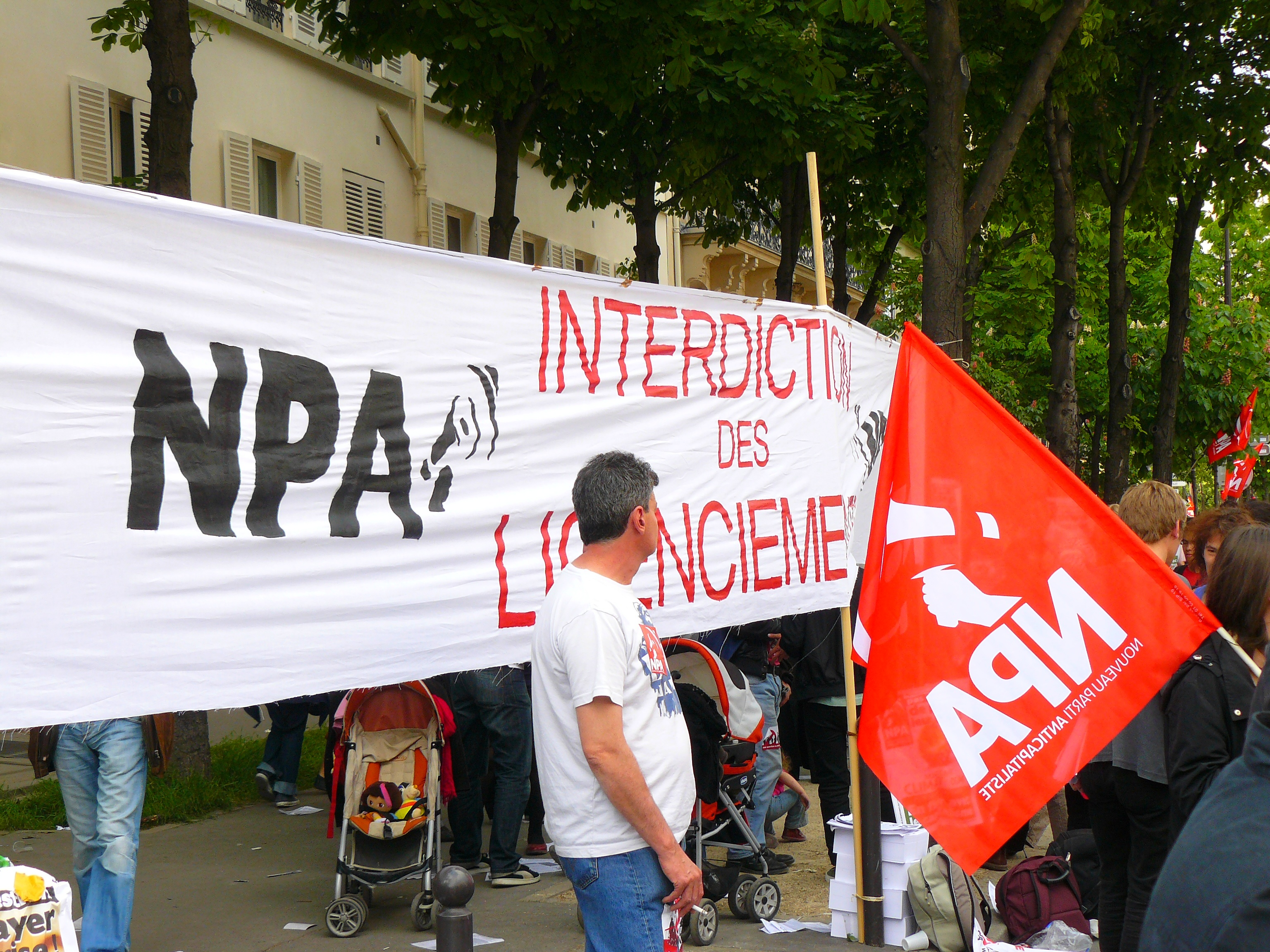
Stand du NPA lors de la manifestation du 1er mai 2009 à Paris.

#### Le mouvement libertaire

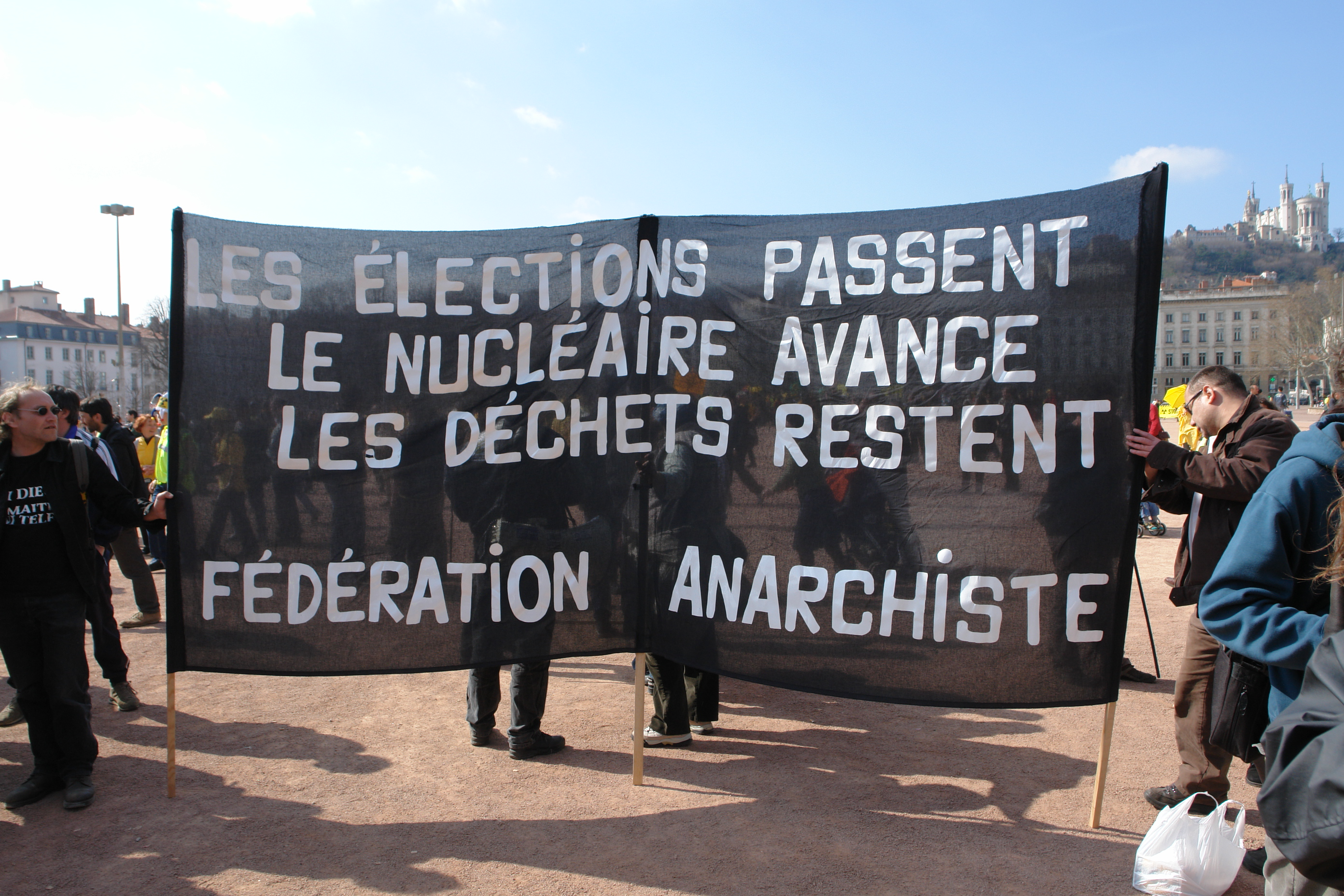
Manifestation contre l'EPR, Lyon, 17 mars 2007, place Bellecour. Banderole de la
Fédération anarchiste.

Si le « mouvement libertaire » s'investit pleinement dans les mouvements sociaux radicalisés, il refuse globalement de se laisser enfermer sous l'étiquette « extrême gauche » : ses bases théoriques et son passé historique l'oppose radicalement aux courants marxistes autoritaires (léninisme, trotskisme, stalinisme, etc).
Groupes, collectifs, syndicats qui composent le mouvement libertaire (liste non exhaustive) :
- Confédération nationale du travail (France)
- Fédération anarchiste
- Alternative libertaire
- Organisation communiste libertaire
- Coordination des groupes anarchistes
- Offensive libertaire et sociale

#### Groupes issus du maoïsme
Le courant maoïste est apparu en France dans les années 1960. Complexe en raison de son usage fait de la révolution culturelle de Mao, on peut alors le distinguer en deux groupes principaux :
- d'un côté le courant défini comme mao-spontex[77], dont la Gauche prolétarienne (GP) de Benny Lévy, issue de l'Union des jeunesses communistes marxistes-léninistes (elle-même issue d'une scission de l'Union des étudiants communistes, l'organisation de jeunesse du Parti communiste français) qui était influencée par le philosophe Louis Althusser. La GP était à la fois très autoritaire (la direction étant très hiérarchisée autour du groupe de Normale Sup) et décentralisée et anti-autoritaire : la référence à la Chine de Mao était essentiellement une référence à l'anti-autoritarisme[78], tout en revendiquant un virage révolutionnaire, critiquant le tournant du PCF vers un parti de gouvernement (programme de l'Union de la gauche) : d'où la revendication du stalinisme[78]. Paradoxal par cette liaison entre l'autoritarisme et des conceptions plus libertaires, ce mouvement donna notamment lieu à la création du journal Libération[78]. Une tendance similaire se trouve dans le mouvement Vive la révolution (VLR) de Roland Castro et de Tiennot Grumbach, qui réunit d'ex-membres de l'UJC (ml) et du Mouvement du 22-Mars de Nanterre, actif pendant mai 68. Davantage libertaire que la GP, VLR s'orienta vers le féminisme, etc[78].
- de l'autre, le Parti communiste marxiste-léniniste de France (PCMLF), qui était l'organe officiel, en France, du Parti communiste chinois (PCC), et qui se caractérisait par une position nettement plus orthodoxe, voire dogmatique, critiquant sévèrement la déstalinisation de l'URSS. Ce mouvement finit par apporter son soutien au Parti du travail d'Albanie. Il fut interdit en 1968[réf. nécessaire] et poursuivit ses actions dans la clandestinité, des scissions apparurent assez vite, la plus grave étant due à la rupture sino-albanaise, qui entraîna une division entre « pro-chinois » et « pro-albanais ». Parmi les « pro-chinois » des différences apparurent, fondées sur les différentes appréciations de la révolution culturelle.

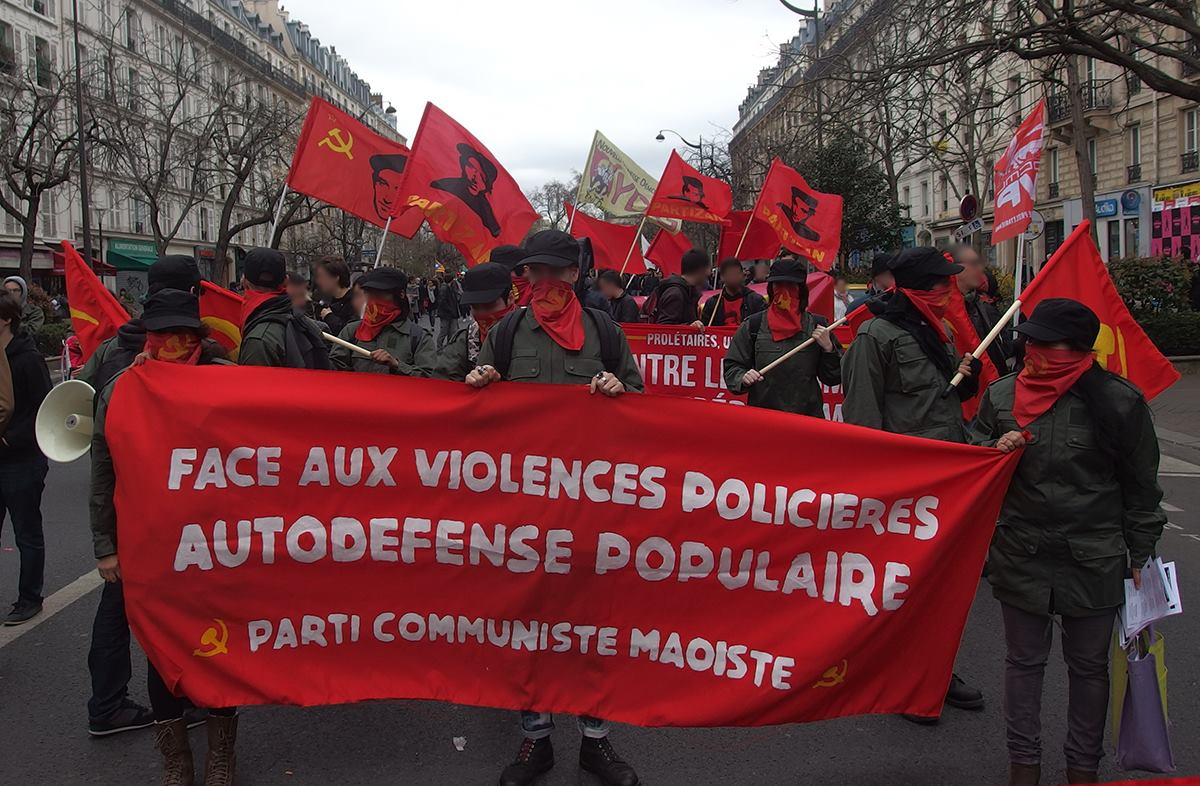
Le PCm à la marche pour la justice et la dignité, à Paris en 2017.

Ce second courant a très fortement décliné au cours des années 1975-1985. L'influence politique des maoïstes est devenue quasi inexistante, jusqu'à la formation du mouvement marxiste-léniniste-maoïste, issu du Parti communiste du Pérou, en France. Elle prend de l'importance au cours des années 2010 et 2020 :
- le principal est le Parti communiste maoïste (PCm), lié aux Jeunes révolutionnaires (JR) et à La Cause du peuple et membre de la Ligue communiste internationale, mais on retrouve aussi l'Organisation communiste - Futur rouge (OC-FR), l'Organisation communiste marxiste-léniniste Voix prolétarienne (OCML-VP) et son organe Partisan, le Rassemblement organisé des communistes marxistes-léninistes (ROCml), l'Union prolétarienne marxiste-léniniste (UPML) et Unité communiste — toutes deux membres de l'ICOR — ou la Ligue de la jeunesse révolutionnaires (LJR, scission des JR) et son organe Nouvelle Époque.

#### Depuis les années 1980
Les années 1980 sont un tournant pour beaucoup de militants de l'extrême gauche qui abandonnent les mouvements groupusculaires pour pratiquer un large entrisme dans la vie politique "classique", ce notamment par l'intermédiaire des associations luttant contre le racisme comme SOS Racisme, pour intégrer rapidement le Parti socialiste. Typiques sont en cela les parcours de Lionel Jospin, Julien Dray, Jean-Christophe Cambadélis et bien d'autres. Beaucoup font une carrière dans les médias tels Michel Field, Serge July ou Edwy Plenel.
Avec la désaffection idéologique pour le communisme et l'effrondement du "bloc de l'Est", une partie des militants de ses groupuscules se reconvertit dans la lutte contre le Front national, au nom de la lutte contre le « fascisme », terme utilisé à multiples reprises par le Parti communiste durant son histoire pour lutter contre ses opposants politiques, en créant de multiples associations comme Ras l'front, Section carrément anti Le Pen ou Action antifasciste Paris-Banlieue, dans la lutte pour soutenir les mal-logés (Droit au logement), ou enfin dans le soutien des immigrés illégaux comme dans le réseau transnational No Border. Ils se sont enfin investis dans tout un ensemble d'organisations altermondialistes dont ATTAC sera la plus représentative.

#### La France insoumise.
Le parti de gauche La France Insoumise est parfois associé à l'extrême gauche. Cependant, cette association ne fait nullement consensus. Le Conseil d'État français lui attribue plutôt la nuance « gauche ».

### Géorgie
Le Parti communiste unifié de Géorgie, fondé en 1994, est d'extrême gauche et est membre de l'Initiative des partis communistes et ouvriers ainsi que de l'Union des partis communistes - Parti communiste de l'Union soviétique. Il ne compte aucun élu.

### Grèce
Le principal parti d'extrême gauche grec est le Parti communiste de Grèce (KKE), d'orientation marxiste-léniniste. SYRIZA, dirigée par Aléxis Tsípras, une coalition de partis de gauche radicale, comptant 71 députés, a parfois été considérée comme étant d'extrême gauche, notamment car elle comporte en son sein plusieurs organisations trotskistes ou maoïstes (comme le Synaspismós où l'Organisation communiste de Grèce. En janvier 2015, SYRIZA gagne les législatives anticipé avec 36,34 % des voix et son chef, Aléxis Tsípras, devient Premier ministre. Certains de ses membres sont impliqués dans des actions (parfois violentes) contre le parti néonazi Aube dorée. Cependant, la ligne idéologique du parti a depuis considérablement évolué et le parti est actuellement classé au centre gauche,. En août 2015, les députés les plus à gauche de SYRIZA créent l'Unité populaire, mouvement explicitement d'extrême gauche. Le pays compte également une autre organisation ouvertement d'extrême gauche : l'Antarsya, rassemblant trotskistes, marxistes-léninistes, maoïstes et écosocialistes où le Mouvement je ne paie pas, branche politique de mouvement anti-austérité "je ne paie pas".

### Hongrie
Le plus ancien parti d'extrême gauche hongrois est le Parti des communistes de Hongrie, fondé en 1918 et qui disparut en 1943 pour se reformer sous le nom de Parti communiste hongrois un an plus tard. Il fut le parti unique au pouvoir durant la guerre froide et changea de nom pour s'appeler ensuite Parti hongrois des travailleurs et enfin Parti socialiste ouvrier hongrois. Le Parti ouvrier hongrois est un parti politique hongrois fondé en 1989 par la minorité orthodoxe de l'ancien parti unique de la République populaire de Hongrie : le Parti socialiste ouvrier hongrois. Il ne compte aucun élu.

### Irlande
Le principal parti d'extrême gauche irlandais est le Parti communiste d'Irlande. Son idéologie est principalement le communisme, l'euroscepticisme et l'anti-impérialisme. Le parti ne compte aucun élu. Le Parti des travailleurs d'Irlande, l'autre parti d'extrême gauche irlandais, est eurosceptique et en faveur du républicanisme irlandais, il est membre de l'Initiative des partis communistes et ouvriers et compte un siège sur 949 au gouvernement local en Irlande. Enfin, le Parti socialiste n'est plus représenté au Parlement irlandais depuis 2020. Son idéologie principale est le trotskisme et il est classé entre la gauche et l'extrême gauche. Au niveau national, il est affilié au parti Solidarité-Le Peuple avant le profit, d'idéologie socialiste et trotskiste et membre de la Gauche anticapitaliste européenne.

### Islande
Le Parti communiste d'Islande, qui a existé de 1930 à 1938, fut le premier et plus ancien parti d'extrême gauche de l'île. Un autre parti d'extrême gauche, d'inspiration maoïste et anti-révisionniste a existé de 1976 à 1979, c'est le Parti communiste d'Islande (marxiste-léniniste) (incorporé ensuite au sein de l'Union communiste). Deux autres formations mineures existent en Islande : la Ligue communiste (en), fondée en 2002 et d'inspiration trotskiste, ainsi que l'Unité communiste (marxiste-léniniste) (en), d'orientation maoïste et qui a existé de 1973 à 1979 avant de fusionner au sein de l'Union communiste.

### Italie

Logo du Parti communiste des travailleurs italien.

Après le congrès de Livourne (1921), et l'apparition du Parti communiste italien, elle se situe à la gauche de ce dernier et souvent en opposition frontale et inconciliable. Elle a parfois été proche de formes d'activisme, voire de terrorisme, comme les Brigades rouges. Tous ces mouvements prolifèrent après 1968. Ce n'est qu'après la mort d'Aldo Moro en 1978, avec la naissance de Démocratie prolétarienne qui en a longtemps été le plus important représentant, que la quasi-totalité des mouvements d'extrême gauche renoncent à toute forme de violence, avec l'épisode tardif mais mineur des Nouvelles Brigades rouges au tournant du XXIe siècle. La plupart des mouvements qui avaient eu leur importance, critique, médiatique et même électorale, finissent par disparaître peu à peu de la scène politique italienne, notamment après l'Opération Mains propres et le bouleversement profond qui en a résulté.
Dans un contexte politique très différent de ce qu'il était dans les années 1970, seul le Parti communiste des travailleurs peut aujourd'hui relever de cette catégorie politique, ainsi que quelques groupuscules auxquels il est possible de joindre la Gauche critique, dissidence du Parti de la refondation communiste en 2007 mais qui ne s'est pas présentée aux élections générales italiennes de 2013.
Bien que généralement classée à gauche, ou au centre-gauche, Gauche, écologie et liberté est classée à l’extrême gauche par le politologue italien Giovanni Orsina dans un entretien accordé au Figaro.
D'autres partis d'extrême gauche mineurs existent, on cite notamment :
- le Parti des communistes italiens,
- le Parti de la refondation communiste,
- le Parti communiste italien (2016).

### Kosovo
La Ligue des communistes du Kosovo (en), créée en 1937, est la formation politique classée entre la gauche et l'extrême gauche au pouvoir au sein de la province autonome socialiste du Kosovo durant le régime communiste yougoslave jusqu'en 1990, tout en étant subordonnée à la Ligue des communistes de Serbie (le Kosovo étant alors considéré comme une province serbe).

### Lettonie
Le Parti socialiste de Lettonie, fondé en 1994, est d'obédience communiste et il est classé à l'extrême gauche. Il a succédé au Parti communiste de Lettonie, qui était la branche lettonne du Parti communiste de l'Union soviétique. Il compte en 2021 un député au Saeima.

### Lituanie
Le Parti communiste de Lituanie, fondé en 1918, constituait la branche lituanienne du Parti communiste de l'Union soviétique et était au pouvoir dans la République socialiste soviétique de Lituanie. Banni par les autorités en 1991 après la dislocation de l'URSS, il a donné naissance à 2 partis successeurs de gauche : le Parti démocratique du travail lituanien, social-démocrate et le Front populaire et socialiste, d'orientation socialiste, communiste et de gauche nationaliste.

### Luxembourg
Le Parti communiste luxembourgeois est un parti politique luxembourgeois d'extrême gauche, fondé en 1921. Il est eurosceptique et a appartenu au Séminaire communiste international et est aujourd'hui membre de la Rencontre internationale des partis communistes et ouvriers au même titre que de nombreux partis communistes internationaux. Il ne compte aucun élu sur le plan national, mais possède 2 conseillers communaux sur 600.

### Macédoine
Le parti historiquement classé entre la gauche et l'extrême gauche en Macédoine est la Ligue des communistes de Macédoine, branche macédonienne de la Ligue des communistes de Yougoslavie. Après la chute du bloc de l'Est et la dislocation de la Yougoslavie, le principal parti d'extrême gauche est le Parti communiste de Macédoine (en), fondé en 1992 et membre de l'Initiative des partis communistes et ouvriers. Il n'est plus formellement enregistré depuis 2007 en raison d'un faible nombre d'adhérents, mais il a participé avec d'autres mouvements à la création d'une coalition nommée La Gauche, parti de gauche qui a remporté deux sièges à l'Assemblée nationale après les législatives de 2020.

### Moldavie
Le Parti communiste de Moldavie (en) est historiquement le premier parti d'extrême gauche du pays. D'idéologie communiste et moldovéniste (en), il a dirigé la République socialiste soviétique moldave de 1940 à sa dissolution en 1991. Un autre parti d'extrême gauche lui a succédé, c'est le Parti des communistes de la république de Moldavie, créé 2 ans plus tard et qui a la particularité d'être le seul parti communiste à avoir formé un gouvernement majoritaire dans les États post-soviétiques,, son dirigeant Vladimir Voronin ayant été président de la République de 2001 à 2009. Il appartient à la coalition du Bloc électoral des communistes et socialistes qui comprend également le Parti des socialistes de la république de Moldavie.

### Monténégro
La Ligue des communistes du Monténégro (en) était la branche monténégrine de la Ligue des communistes de Yougoslavie, elle a existé de 1948 à 1991. La seule formation monténégrine qui se réclame du communisme actuellement est le Parti communiste yougoslave du Monténégro (en), elle est classée entre la gauche et l'extrême gauche et prône le titisme ainsi que la nostalgie de l'ex-Yougoslavie. 

### Norvège
Le premier vrai et aujourd'hui principal parti d'extrême gauche norvégien est le Parti communiste norvégien fondé en 1921. D'orientation communiste, le parti est également eurosceptique et féministe ; il est membre de l'Initiative des partis communistes et ouvriers au niveau européen. L'Alliance populaire, fondé en 1973 et d'orientation marxiste initialement, va ensuite basculer vers le socialisme démocratique à partir de 1991 et est classé entre la gauche et l'extrême gauche. Elle donna naissance au parti Rouge, lui aussi classé entre la gauche,,, et l'extrême gauche,,,, qui entre pour la 1re fois au Parlement en 2017. On peut également citer les principales organisations anarchistes norvégiennes Motmakt (no), la Ligue syndicaliste norvégienne (en) et la Fédération anarchiste de Norvège (no) ou le parti maoïste Servir le peuple, issu d'une scission d'un autre parti maoïste, le Parti communiste des travailleurs (en) (d'extrême gauche et qui fusionnera au sein de Rouge en 2007).

### Pays-Bas
Le premier parti d'extrême gauche aux Pays-Bas est le Parti communiste des Pays-Bas, qui a existé de 1918 à 1991, marxiste-léniniste, républicain et eurocommuniste. De petites formations d'extrême gauche, d'orientation conseilliste, ont fait scission de ce dernier, à l'instar du Parti communiste ouvrier des Pays-Bas qui a existé de 1921 à 1933. Le principal parti d'extrême gauche néerlandais actuel est le Nouveau parti communiste des Pays-Bas, fondé en 1992 et se réclamant du marxisme-léninisme. Ce parti ne compte aucun député.
Le Parti socialiste, 6e formation politique du pays, est aussi parfois considéré d'extrême gauche en raison de ces revendiquations populiste de gauche et de ces liens historiques avec le maoïsme.

### Pologne
Le Parti communiste de Pologne, créé en 1918, est le premier parti d'extrême gauche en Pologne. Il est déclaré illégal en 1919, puis est dissous par Staline en 1938 qui le considère comme de tendance trotskiste. Ainsi un autre parti d'extrême gauche, le Parti ouvrier polonais, a été créé en 1942 à l'initiative de Staline. Il fusionne en 1948 avec le Parti socialiste polonais pour donner le Parti ouvrier unifié polonais, qui dirige en tant que parti unique la République populaire de Pologne de 1948 à 1989.
À côté de cela, un parti d'extrême gauche a été créé illégalement en 1965 sur le territoire albanais, le Parti communiste de Pologne (Mijal) (en) (il suivra une orientation anti-révisionniste puis maoïste durant ses dernières années d'existence). Une autre formation d'obédience communiste a existé de 1990 à 2002, l'Union des communistes polonais « Prolétariat » (pl).
Un Parti communiste polonais existe de nouveau depuis 2002, mais il est marginal sur le plan électoral (aucun député ni élu local).

### Portugal

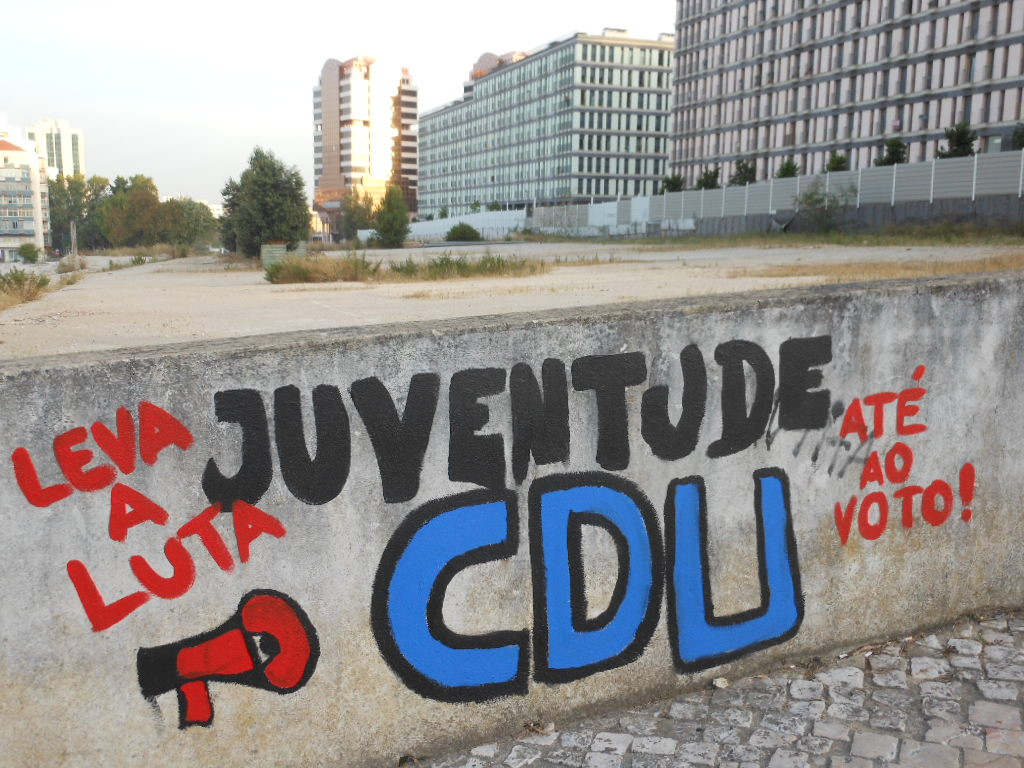
Graffiti en soutenant le Parti communiste portugais

Le Parti ouvrier d'unité socialiste fut l'un des premiers parti d'extrême gauche notable, fondée en 1976, elle fut membre de la Quatrième Internationale (lambertiste). Actuellement, il existe deux partis d'extrême gauche au parlement portugais :
- le Parti communiste portugais, parti prônant le marxisme-léninisme et l'internationalisme, membre de la Groupe de la Gauche au Parlement européen. Il compte 10 députés et deux députés européens. Il comptait 54 280 en 2016}[104] (2016). Le parti est membre de la Coalition démocratique unitaire ;
- le Bloc de gauche, parti farouchement anticapitaliste, allant du trotskisme au socialisme démocratique. Il est membre de la Gauche anticapitaliste européenne mais aussi du Parti de la gauche européenne, il compte 19 députés et 2 eurodéputés.

Il existe d'autres petites formation d'extrême gauche comme le Parti communiste des travailleurs portugais, fondé en 1970 et d'orientation maoïste, ou encore le Parti ouvrier d'unité socialiste qui se réclame de la Quatrième Internationale. Le parti n'a jamais eu plus de 1,8 % des voix lors des législatives .

### Roumanie
Le principal parti d'extrême gauche roumain fut le Parti communiste roumain, parti unique au pouvoir durant la guerre froide ; son successeur est le Parti communautaire de Roumanie (en), fondé en 2010 sous le nom de Parti communiste roumain, il a ensuite complètement abandonné l'idéologie communiste et modifié son nom en 2015 pour être reconnu par les autorités.

### Royaume-Uni

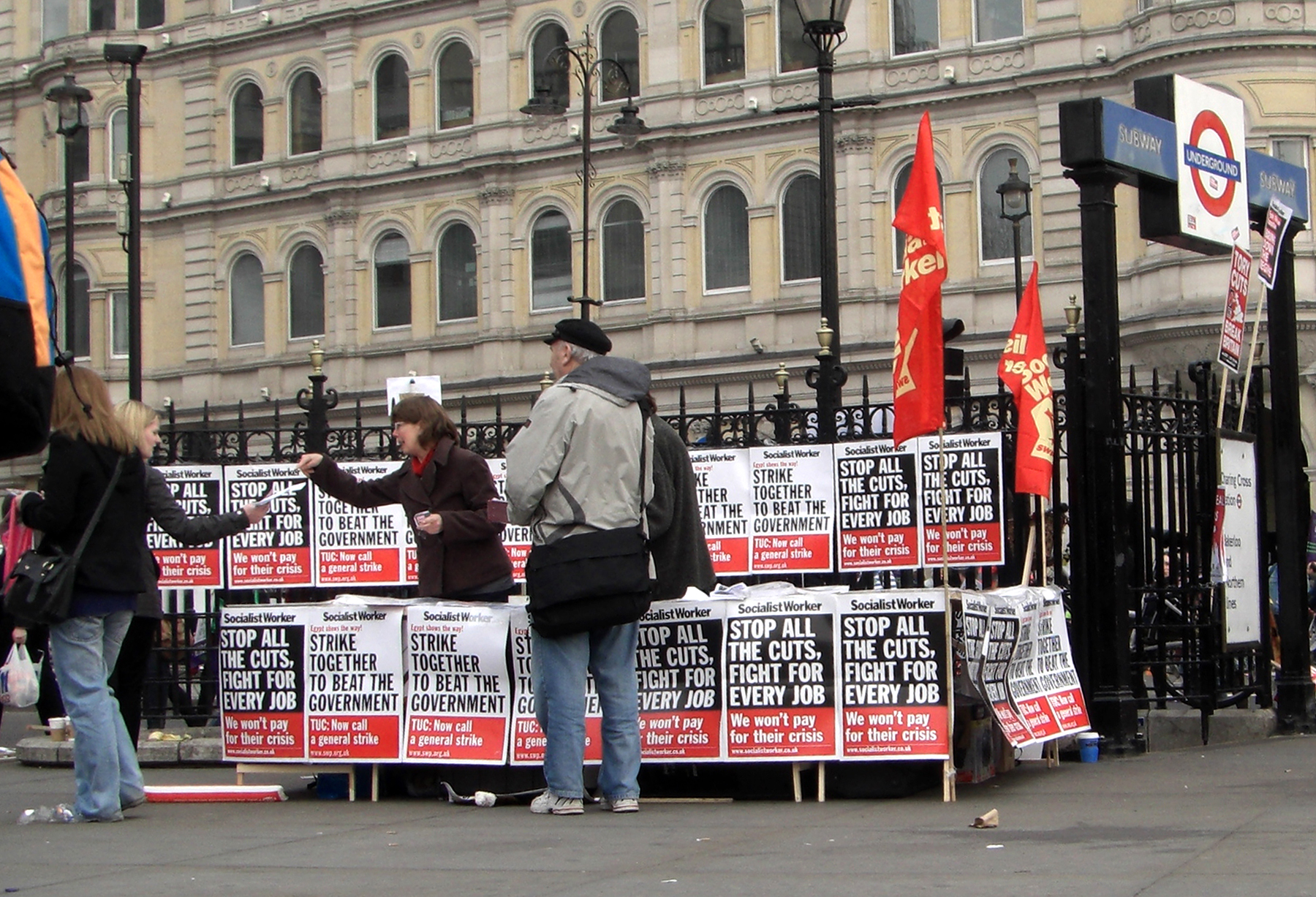
Stand du Parti socialiste des travailleurs à Londres (2011).

Les partis d’extrême gauche britannique ne sont pas représentés au parlement mais il en existe comme :
- Nouveau parti communiste de Grande-Bretagne (en) : fondé en 1977, il est anti-révisionniste et eurosceptique, il est par ailleurs membre de l'Initiative des partis communistes et ouvriers
- Parti du respect : petit parti social-démocrate, membre de la Gauche anticapitaliste européenne,
- Parti socialiste des travailleurs : petit parti prônant le trotskisme, qui fait partie de la Gauche anticapitaliste européenne,
- Parti révolutionnaire des travailleurs : petit parti trotskiste, affilié au Comité international de la Quatrième Internationale,
- Parti communiste britannique, fondé en 1988 et qui ne compte aucun élu,
- Parti communiste de Grande-Bretagne (marxiste-léniniste) : petit parti marxiste-léniniste qui fait l’apologie de Staline et de la Corée du Nord[106],
- Parti communiste révolutionnaire de Grande-Bretagne (marxiste-léniniste) : petit parti d'extrême gauche britannique qui prône le hoxhaïsme,
- Parti socialiste (Angleterre et pays de Galles) : parti socialiste radical membre de la Gauche anticapitaliste européenne,
- The Angry Brigade : groupe armée des années 1970 se réclamant de l'anarcho-communisme,
- Workers' Fight : parti trotskiste et féministe,
- Solidarité : parti socialiste radical et indépendantiste écossais.
- Parti socialiste de Grande-Bretagne (SPGB), parti marxiste membre du Mouvement socialiste mondial.

### Russie
La Russie fut dirigée de 1917 à 1991 par le parti bolchevique, qui deviendra après la création de l'URSS le Parti communiste de l'Union soviétique. La Russie actuelle compte plusieurs organisations d'extrême gauche, avec cette particularité qu'elles sont, pour certaines, teintées de nationalisme, comme le Parti communiste de la fédération de Russie ou encore le parti L'Autre Russie, qui a succédé en 2010 au Parti national-bolchévique interdit trois ans plus tôt et qui prône une révolution de type léniniste,. Il existe d'autres formations d'extrême gauche mineures en Russie, telles que le Front de gauche, le Parti communiste unifié, le Parti des travailleurs communistes russes du parti communiste de l’Union soviétique ou les Communistes de Russie. Enfin, des organisations trotskistes et communistes libertaires existent également, sur une orientation internationaliste.

### Serbie
Historiquement, la Ligue des communistes de Yougoslavie fut au pouvoir en Yougoslavie durant la Guerre froide avec comme figure prééminente Josip Broz Tito. Son régime était le seul en Europe centrale et orientale à ne pas être aligné sur Moscou et se caractérisait par le titisme, le socialisme auto-gestionnaire et le yougoslavisme, de fait il était classé de la gauche à l'extrême gauche. La Ligue des communistes de Serbie fut la branche serbe de Ligue des communistes de Yougoslavie. Depuis la dislocation de la Yougoslavie, il existe deux partis d'extrême gauche : le Nouveau parti communiste de Yougoslavie (en), fondé en 1990 et membre de l'Initiative des partis communistes et ouvriers, il est d'idéologie anti-révisionniste et eurosceptique ; enfin le Parti communiste, fondé en 2010 par Josip Joška Broz, petit-fils de Josip Broz Tito, compte un député à l'Assemblée nationale.

### Slovaquie
Le Parti communiste slovaque est le parti qui succéda au parti unique communiste de la Guerre froide. Il ne compte aucun représentant. Le parti prône notamment le marxisme-léninisme.

### Slovénie
La Ligue des communistes de Slovénie, créée en 1937 et dissoute en 1993, est la formation politique classée entre la gauche et l'extrême gauche au pouvoir au sein de la République socialiste de Slovénie durant le régime communiste yougoslave en tant que branche slovène de la Ligue des communistes de Yougoslavie. Après la chute du régime communiste, une formation classée entre la gauche et l'extrême gauche a existé de 2014 à 2017, il s'agit de l'Initiative pour un socialisme démocratique (en), qui était marxiste, anticapitaliste et eurosceptique, avant de fusionner au sein du nouveau parti La Gauche.

### Suède
En 1967, le Parti communiste de Suède (SKP) fait scission du Parti de gauche, rejetant la ligne eurocommuniste de ce dernier et adoptant une ligne pro-Pékin. Il est désormais inactif.
En 1977, le Ligue communiste des marxistes-léninistes (révolutionnaires) (KFML(r)), fait scission du SKP et adopte une ligne anti-révisionniste. Il entretient désormais des liens avec d'autres partis d'extrême gauche comme le Parti communiste de Grèce, le Front populaire de libération de la Palestine, le Front Polisario et le Parti du travail de Corée .
Un autre parti d'extrême gauche existe depuis 1995, c'est le Parti communiste de Suède (en), membre de l'Initiative des partis communistes et ouvriers.
Par ailleurs, la principale force de l'extrême gauche libertaire en Suède est le syndicat Sveriges Arbetares Centralorganisation.

### Suisse
Le Parti communiste suisse, fondé en 1921 et interdit en 1940, fut historiquement le premier parti d'extrême gauche en Suisse. Le Parti communiste, foné en 1944, est quant à lui classé entre la gauche et l'extrême gauche, il ne compte aucun élu national mais plusieurs élus locaux.
À gauche toute ! (composé de SolidaritéS et du Parti ouvrier et populaire), le Mouvement pour le Socialisme, le Parti suisse du travail, La Gauche Anticapitaliste et « La Gauche - Die Linke » sont des mouvements de la gauche anticapitaliste, ils se caractérisent en étant situé politiquement à la gauche du Parti socialiste suisse. Ils demandent entre autres la régularisation des sans-papiers, l'émancipation des femmes et la stimulation de l'« action directe », les mobilisations et les actions syndicales. Ces mouvements sont proches d'autres partis anticapitaliste dont le Nouveau Parti anticapitaliste (France) et Parti socialiste des travailleurs (Royaume-Uni).
L'extrême gauche suisse est également représentée par l'Organisation socialiste libertaire.

### Tchéquie
Le Parti communiste de Bohême et Moravie est le principal parti marxiste du pays. Le parti compte 15 députes, un eurodéputé et 86 conseillers régionaux. Comme pour nombre de partis membres du Parti de la gauche européenne, il est difficile de le classer clairement à l'extrême gauche. La plupart des observateurs le placent entre la gauche, et l'extrême gauche,,,. Son prédécesseur, le Parti communiste tchécoslovaque, est d'extrême gauche et il dirigea la Tchécoslovaquie d'une main de fer durant la Guerre froide.

### Turquie
Troisième force politique du pays, le Parti démocratique des peuples est parfois considéré comme étant d'extrême gauche de par son idéologie progressiste et en faveur des minorités sexuelles et ethniques (pro-kurde) et aussi ses liens avec des partis de gauche radicale et d'extrême gauche européens comme SYRIZA en Grèce ou le Parti communiste français, La France insoumise et le NPA en France. Il existe aussi des mouvements armés d'extrême gauche comme le Parti communiste de Turquie/marxiste-léniniste, principal mouvement d’extrême gauche armée turque. Le Parti des travailleurs du Kurdistan qui utilise la lutte armée depuis les années 1970 pour l'indépendance du Kurdistan est également considéré comme d'extrême gauche. Le Parti de la liberté et de la solidarité est aussi considéré comme d'extrême gauche de par ses liens. Bien qu'il soit nationaliste, le Parti des travailleurs est aussi considéré d'extrême gauche à cause de son idéologie post-maoïste et populiste.

### Ukraine
Le principal parti d'extrême gauche ukrainien est le parti communiste d'Ukraine, parti d'inspiration marxiste-léniniste et populiste de gauche, qui est le successeur de la branche ukrainienne du Parti communiste de l'époque soviétique (en). Le parti a obtenu ses meilleurs scores lors des législatives de 2002 où le parti obtient presque 20 % des voix. Pendant les manifestations Euromaïdan le parti a soutenu le président Viktor Ianoukovytch, en particulier en votant à l’unanimité, en faveur des lois liberticides du 16 janvier 2014.
En 2015, le gouvernement de Petro Porochenko interdit par décret au Parti communiste d’Ukraine de se présenter aux élections. Dans le cadre de la guerre russo-ukrainienne, le KPU est par la suite accusé de soutenir l'annexion de la Crimée par la Russie, puis les mouvements séparatistes russes du Donbass. Après que son leader historique depuis 1993, Petro Symonenko, fut soupçonné d'avoir fui en Russie via la Biélorussie après la défaite russe à Kiev lors de l'invasion russe de 2022, le Parti communiste d'Ukraine est interdit et ses biens confisqués,.

## Océanie

### Australie
Les principaux partis d'extrême gauche australiens sont le Parti communiste de 1971 et le Parti communiste d'Australie (marxiste-léniniste) (en) (d'orientation maoïste), tous deux issus d'une scission du Parti communiste de 1920, et enfin l'Alternative socialiste. L'IWW est présente en Australie depuis le début du XXe siècle. Une Fédération anarcho-syndicaliste (membre de l'AIT) existe également.